# Escuadrón de Exploración de Caballería Blindado 1
El Escuadrón de Exploración de Caballería Blindado 1 «Coronel Isidoro Suárez» es una subunidad independiente de caballería del Ejército Argentino con asiento en la guarnición militar de Arana, afueras de La Plata, y con dependencia orgánica de la I Brigada Blindada. Participó en varias batallas, la más importante fue la batalla de Monte Longdon.

## Reseña
El 10 de noviembre de 1964 se creó el Escuadrón de Exploración de Caballería Blindado 10 con asiento en La Tablada, Provincia de Buenos Aires. En 1974 y por iniciativa el jefe del Escuadrón, se le impuso el nombre «Coronel Isidoro Suárez», quien fuera soldado de las guerras de independencia hispanoamericanas. En 1975 el Escuadrón participó de la defensa del batallón de Monte Chingolo. En 1978 y para prepararse para la Operación Soberanía, el Escuadrón 10 se movilizó a Junín de los Andes, Provincia del Neuquén, sumándose a la Agrupación Lavalle. El Escuadrón 10 participó de la Guerra de las Malvinas. Se le sumó una sección del Destacamento de Exploración de Caballería Blindado 181 y otra del Escuadrón de Exploración de Caballería Blindado 9, con sus tripulaciones, juntando doce vehículos Panhard AML-90. Constituyeron la reserva blindada en Puerto Argentino.

## Guerra de las Malvinas
El EscExplCBl10 al mando del mayor Alejandro Domingo Carullo participó como subunidad independiente constituyendo la Reserva Blindada junto con elementos del DestExplCBl181 y el EscExplCBl9, y la Reserva Helitransportada (después Reserva a Pie) junto con la Compañía "B" del RI 6.
Después del alistamiento en la guarnición de La Tablada, por orden del Comando de la X Brigada de Infantería Mecanizada, arribó a las Islas Malvinas el 16 de abril con los blindados 4x4 Panhard AML-90.
Se combatió la batalla del monte Longdon, en la zona de bloqueo en SE del monte Longdon, defendido por el RI 7. Después, se combatió en la batalla de Wireless Ridge (13/14 de junio de 1982), con la Reserva a Pie al mando del capitán Alejandro Rodrigo Soloaga.
Durante su estadia en el valle entre Longdon y Wireless Ridge el 12 de junio, los hombres del capitán Soloaga a pesar de perder al sargento Jorge Alberto Ron, abrieron fuego existosamente contra los paracaidistas británicos ocupando Longdon, obligando al pelotón de fusileros del teniente David Wrights perteneciente a la Compañía A del 3 PARA abandonar su puesto de observación en la cumbre oriental y buscar refugio en otro lugar más seguro.
La fuerza blindada británica a quienes los hombres de Soloaga finalmente enfrentaron en Wireless Ridge ( Cresta del Telégrafo) en la noche del 13 al 14 de junio tuvo dos tanques ligeros neutralizados evitando el fuerte fuego defensivo cuando cayeron en cráteres profundos del contrabombardeo de la artillería argentina y tuvieron que ser sacados a la mañana siguiente con la ayuda de grúas y los tanquistas británicos sufrieron un herido grave en la cabeza por la que tuvieron que conducirlo de regreso al puesto de socorro del 2 PARA donde del suboficial pudo recibir el tratamiento adecuado y donde un conductor de reemplazo en forma de oficial se hizo cargo de su tanque.
El 14 de junio por la mañana la Reserva Blindada avanzó a la zona del hipódromo y abrió fuego sobre las alturas de Moody Brook, agotando el 50 % de la munición. Después, este elemento cubrió el repliegue del Batallón de Infantería de Marina N.º 5 (BIM5) en Sapper Hill.
Con posteridad, en 1985 fue denominado Escuadrón de Exploración de Caballería Blindado 1, con dependencia orgánica de la I Brigada de Caballería Blindada.

## La Tablada
Como elemento participó de la recuperación de la guarnición de La Tablada el 23 y 24 de enero de 1989, tomada por el MTP (Movimiento Todos por la Patria). En total seis hombres fueron heridos en combate.

## Actividad posterior
En 1998 la superioridad lo designó Compañía de Reconocimiento Ligera de la Brigada Multinacional de Rápido Despliegue (SHIRBRIG), organizada bajo mandato de las Naciones Unidas.
En la actualidad la subunidad se halla en dos secciones equipadas con dotaciones de tanques TAM, vehículos Humvee, adquiridas en el año 2000, con misiles TOW, lanzagranadas de 40 mm Mk 19, armas antitanque AT4 y ametralladoras MAG 7,62 mm